# Perdita obscurella
Perdita obscurella är en biart som beskrevs av Timberlake 1964. Perdita obscurella ingår i släktet Perdita och familjen grävbin. Inga underarter finns listade i Catalogue of Life.